# 畠山重篤
畠山 重篤（はたけやま しげあつ、1943年10月7日 - 2025年4月3日）は、日本の養殖漁業家、エッセイスト、京都大学フィールド科学教育センター社会連携教授。「牡蠣の森を慕う会（現「特定非営利活動法人森は海の恋人」）」代表。

## 経歴
中国・上海に生まれ。父親は会社員だったが、第二次世界大戦終戦後、故郷の舞根（）（宮城県唐桑町）へ戻り牡蠣養殖を始めた。周辺に子供が少なく、重篤は海川でハゼ釣りや小エビ捕り、山でキジを追う少年時代を送った。宮城県気仙沼水産高等学校卒業後、家業である牡蠣養殖を継ぎ、北海道から種貝を取り寄せて宮城県では初めて帆立の養殖に成功した。
日本は高度経済成長期を迎えていた1964年頃から、舞根を含む気仙沼湾沿岸では生活排水で海が汚染されて赤潮が発生するようになり、それに染まって売り物にならない「血ガキ」廃棄を余儀なくされ、廃業する漁師が続出するようになった。子供の頃に山も歩き回った畠山は、陸にも原因があると感じていた。確信に変わったのは、1984年のフランス訪問。磯に魚介類が豊富で、河口の街で稚ウナギ料理が出されたのを見てロワール川を遡ると広葉樹林があったのを目の当たりにした。
当時、気仙沼湾に注ぐ大川には水産加工場の排水が流れ込み、上流部では安い輸入木材に押されて針葉樹林が放置されて保水力が落ち、大雨で表土が流されていた。畠山が上流での森づくりを呼び掛けると漁師仲間70人程度が賛同。地元の歌人熊谷龍子が発案した「森は海の恋人」を標語にした。外部からは活動への批判・疑問も寄せられたほか、大川上流が岩手県という行政の縦割りも障害になった。母が新造漁船用にと貯めていたお金も使って北海道大学教授に科学的調査を依頼したところ、気仙沼湾の植物プランクトンなどを育む鉄、リン、窒素などが大川から供給されていることが実証された。環境保護機運の高まりもあって、大川上流の室根山（現在は矢越山）への植樹運動が広がり、小中学校の教科書にも掲載されていた。
2011年の東日本大震災では母親が死去し、津波で漁船や養殖用筏が流出したが、植樹祭は上流の住民らが継続し、養殖業も息子らが再開させた。
日本バプテスト同盟気仙沼教会の会員で、キリスト教関係の集会でも講演をしていた。
2025年4月3日、肺血栓塞栓症のため所沢市内の病院で死去した。81歳没。

## 受賞
- 2001年、『漁師さんの森づくり』で第48回産経児童出版文化賞JR賞・第50回小学館児童出版文化賞受賞
- 2003年、『日本<汽水>紀行』で第52回日本エッセイスト・クラブ賞受賞
- 2012年、国連のフォレスト・ヒーローズ（森の英雄）[2]、第46回吉川英治文化賞受賞、『鉄は魔法つかい』で第59回産経児童出版文化賞産経新聞社賞受賞
- 2015年、第6回KYOTO地球環境の殿堂入り、第25回みどりの文化賞[7]

## 著書
- 『森は海の恋人』北斗出版 1994年 のち文春文庫
- 『漁師が山に木を植える理由』松永勝彦共著 成星出版 1999年
- 『リアスの海辺から』文藝春秋 1999年 のち文庫化
- 『漁師さんの森づくり 森は海の恋人』講談社 2000年
- 『日本〈汽水〉紀行 「森は海の恋人」の世界を尋ねて』文藝春秋 2003年　のち文庫化
- 『カキじいさんとしげぼう』講談社 2005年
- 『牡蠣礼讃』文春新書 2006年
- 『鉄が地球温暖化を防ぐ』文藝春秋 2008年　『鉄で海がよみがえる』文春文庫
- 『森・川・海つながるいのち』童心社(守ってのこそう!いのちつながる日本の自然）2011年
- 『鉄は魔法つかい 命と地球をはぐくむ「鉄」物語』絵：スギヤマカナヨ　小学館 2011年
- 『牡蠣とトランク』ワック 2015年

## 出演

### ドキュメンタリー
- ETV特集「カキと森と長靴と」（2018年1月20日、NHK Eテレ）[8]

### マンガ
- 『美味しんぼ』46巻第2話「牡蠣の旬」

## 参考
- 著書に記された紹介文[要文献特定詳細情報]